# دردسرهای لوک در تراموا
دردسرهای لوک در تراموا (انگلیسی: Luke's Trolley Troubles) یک فیلم کمدی صامت کوتاه به کارگردانی هال روچ است که در سال ۱۹۱۷ منتشر شد.

## بازیگران
- هارولد لوید
- اسناب پالرد
- ببه دنیلز
- باد جیمیسون
- سمی بروکس
- گاس لئونارد
- سیدنی دی گری
- ویرا رینولدز